# 鄧斯布里奇 (印地安納州)
鄧斯布里奇（英語：Dunns Bridge）是位於美國印地安納州傑斯帕縣的一個非建制地區。該地的面積和人口皆未知。